# Maria Helena de Jesus
Maria Helena de Jesus (Prados , 1729 - Prados , 9 de agosto de 1812) é a segunda filha do casal João de Resende Costa e Helena Maria de Jesus, a "Terceira Ilhoa". Maria Helena foi importante dama das Minas Gerais, do século XVIII, tendo influenciado na política regional.
Nasceu no ano de 1729, sendo batizada a 17 de abril deste mesmo ano, na matriz de Prados, onde se casou a 15 de setembro de 1979, na capela de Santo Antônio da Lagoa Dourada, com o Capitão José Antônio da Silva, nascido a 17 de dezembro de 1708, na aldeia de Ferraria, Freguesia de São Cristovão do Rio Tinto, bispado do Porto, filho de André João e de Maria Antônia, neto paterno de André João e de Isabel João, neto materno de Antônio André e de Maria Gonçalves.
Maria Helena de Jesus faleceu, já viúva, a 9 de agosto de 1812, no arraial de Prados, com testamento datado de 21 de abril de 1812.
Maria Helena e o Capitão José Antônio da Silva tiveram 11 filhos na seguinte ordem:
1 - Padre José Antônio da Silva Resende
2 - João Antônio da Silva Resende
3 - Capitão Manuel Antônio da Silva Resende
4 - Capitão Elias Antônio da Silva Resende
5 - Capitão Antônio Castório da Silva Resende
6 - Padre Julião Antônio da Silva Resende
7 - Ana Antônia da Silva Resende
8 - Maria Antônia da Silva Resende (também citada como Maria Antônia do Rosário)
9 - Luciana Maria da Silva Resende (também citada como Luciana Maria de Jesus)
10 - Capitão Joaquim Antônio da Silva Resende
11 - Gabriel Antônio da Silva Resende
Seu testamento.
"Dados completos do testamento com que faleceu D. Maria Helena de Jesus de quem fivou testamenteiro Manuel Antônio da Silva Resende, extraidos do livro de Registro de Testamentos nº 51, folha 124 usque 127, do Cartório do Primeiro Ofício da Comarca de São João del-Rei. D. Maria Helena de Jesus, filha legitima dos falecidos João Resende Costa e Helena Maria de Jesus, ordena que seu corpo seja amortalhado no hábito de Nossa Senhora do Monte do Carmo, em cuja venerável Ordem é terceira professa, há muitos anos, e que seja sepultada na capela do Glorioso Santo Antônio da Lagoa Dourada, na mesma sepultura em que foi sepultado o seu falecido marido o Capitão José Antônio da Silva.

Nomeia seus testamenteiros, em primeiro lugar o seu filho o Capitão Manuel Antônio da Silva Resende; em segundo, o padre José Antônio da Silva Resende; em terceiro, o Capitão Joaquim Antônio da Silva Resende; em quarto, o capitão Elias Antônio da Silva Resende; em quinto, Antônio Castório da Silva Resende.
Declaro que sou viúva do falecido Cap. José Antônio da Silva, de cujo matrimônio tive os seguintes filhos: o Padre José Antônio da Silva Resende, Antônio Castório da Silva Resende, Elias Antônio da Silva Resende, Padre Julião Antônio da Silva Reaende e Joaquim Antônio da Silva Resende, Ana Antônia da Silva Resende, Maria Antônia da Silva Resende e Luciana Maria da Silva Resende. Declara entre algumas disposições em que manda celebrar missas por alma de seus parentes e distribuir esmolas; que deixa à sua filha Ana Antônia da Silva Resende além do seu dote, quatrocentos mil réis em atenção às suas moléstias, cujos quatrocentos mil réis sairão da sua terça; declara mais que deixa às suas netas, filhas todas de seu filho Antônio Castório, por nomes Teresa, Maria, Joaquina, Ana e Francisca, 80$000 a cada uma com a condição delas não se casarem depois do seu falecimento e, se o fizerem, que o testamenteiro distribua o dinheiro para os que mais precisarem. O referido testamento foi escrito e assinado a rogo por Geraldo Ribeiro de Resende, na Fazenda do Engenho dos Cataguases da Freguesia de Nossa Senhora da Conceição dos Prados, a 21 de abril de 1812. Foram testemunhas: o Alferes Custódio Gonçalves, Marcelino José de Castro Viana, Manuel Gomes Figueira, Bernardo Gomes Figueira e o Porta Estandarte José Tavares de Melo. O falecimento da testadora deu-se no dia 9 de agosto de 1812, no então arraial de Prados; pelo tabelião José Antônio Alves. O testamento foi aberto para se dar execução ao funeral da testadora por concessão do Reverendo Vigario ausente o padre João Luís Coelho.
Deixou onze filhos em ordem cronologica a seguir:
1 - Padre José Antônio da Silva Resende
2 - João Antônio da Silva Resende
3 - Capitão Manuel Antônio da Silva Resende
4 - Capitão Elias Antônio da Silva Resende
5 - Capitão Antônio Castório da Silva Resende
6 - Padre Julião Antônio da Silva Resende
7 - Ana Antônia da Silva Resende
8 - Maria Antônia da Silva Resende (também citada como Maria Antônia do Rosário)
9 - Luciana Maria da Silva Resende (também citada como Luciana Maria de Jesus)
10 - Capitão Joaquim Antônio da Silva Resende
11 - Gabriel Antônio da Silva Resende

"